# Грузовой электромобиль

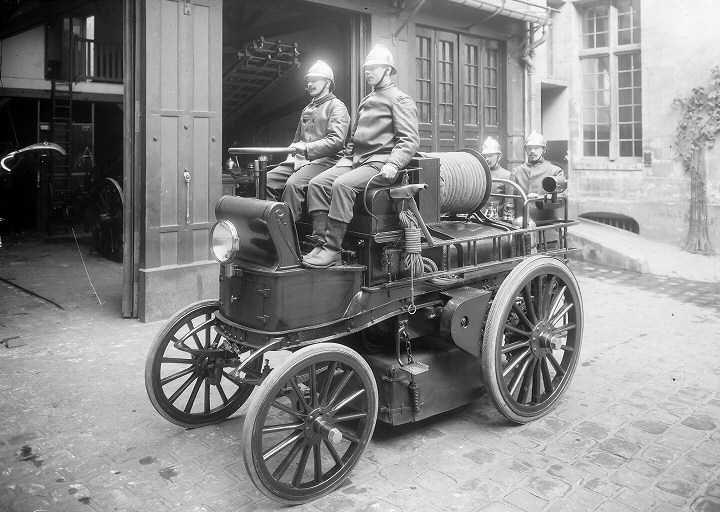
Пожарные на электрогрузовике 1900 год в Париже

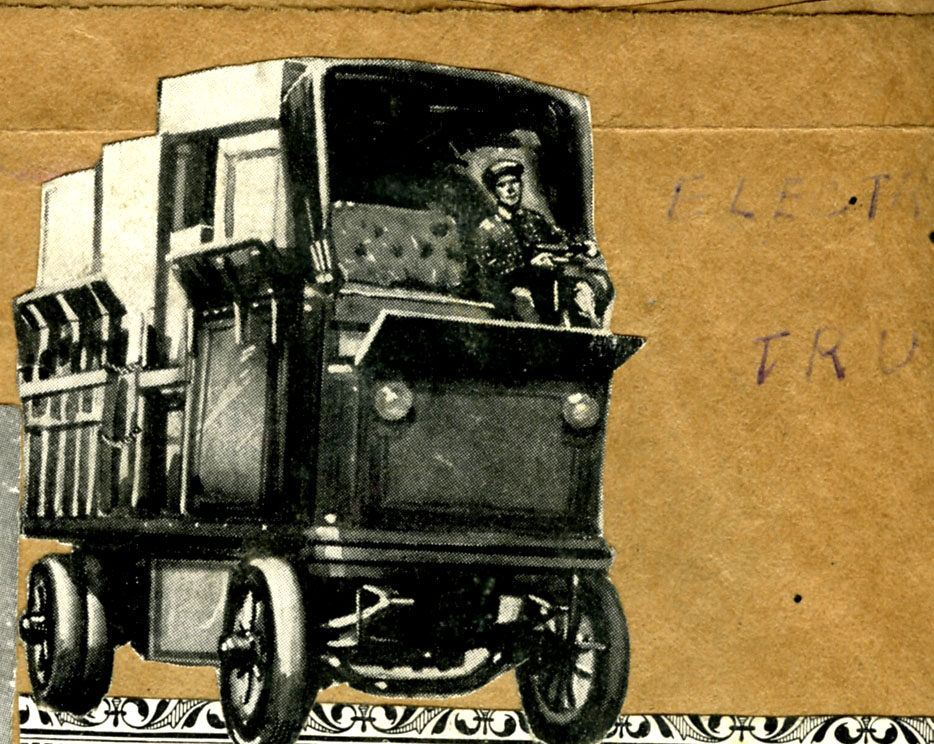
Электрогрузовик 1916 года

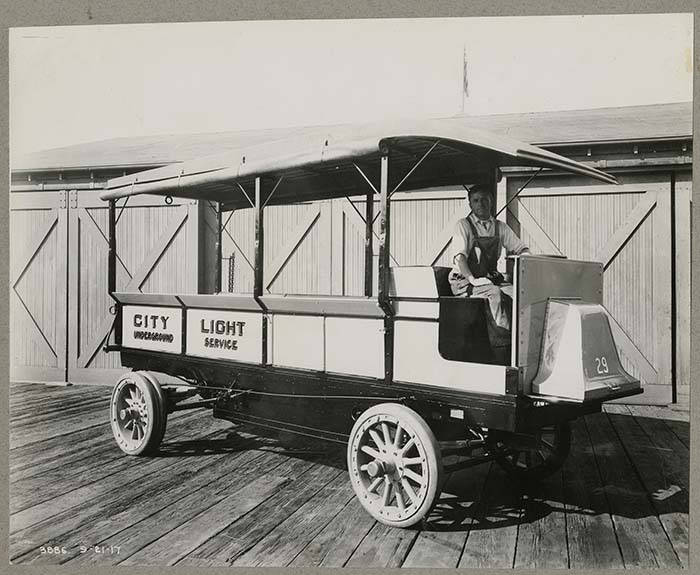
Электромобиль 1917 год, Сиэтл

Грузовой электромобиль (разг. электрогрузовик) — разновидность грузовых автомобилей, работающих за счёт электроэнергии, получаемой от аккумуляторов и электромоторов, не имеющих двигателей внутреннего сгорания. 
Из ныне производимых полноразмерных электрогрузовиков можно отметить электрические версии уже существующих обычных грузовиков, также существуют проекты по созданию новых электрогрузовиков, например Tesla Semi.
Также для перевозки грузов существует множество электротележек, применяемых без номерных знаков вне дорог общего пользования.
В СССР, начиная с конца 1940-х (НАМИ, УАЗ, РАФ), и на постсоветском пространстве (ГАЗ и КАМАЗ) было достаточно много попыток создания грузовых электромобилей, но успеха пока удалось добиться только в создании электротележек (или так называемых электрокаров) для эксплуатации на территории предприятий и вокзалов. В ряде других стран также осуществлялись попытки создания электрогрузовиков. Так (в США в 1900-10 гг. эксплуатировались до 10 тыс. грузовых развозных электромобилей, а в нацистской Германии в первой половине 1940-х парк грузовых электромобилей достигал 44 тыс.. В 1950-80-х в Великобритании достаточно массовое распространение (в 1967 году британский парк электромобилей (milk float) был самым большим в мире) получили развозные электромобили по доставке молока. Интерес к грузовым электромобилям снова усилился с 2010-х гг., когда появились более прогрессивные литий-ионные аккумуляторы, а также наметился прогресс водородных топливных элементов. На данный момент в некоторых странах западной Европы программы по созданию коммерческих электромобилей (категорий LCV и MCV) имеются практически у всех крупных и ряда небольших автопроизводителей, а у производителей большегрузных грузовых автомобилей, например, MAN, Scania и Volvo имеются разработки среднетоннажных и даже тяжелых электромобилей развозного и коммунального назначения.

## Развитие электрогрузовиков: основные этапы
- Первый электрогрузовик: Фактически, первый электрический грузовик был создан в 1890 году компанией William Morrison в США, ещё до массового производства бензиновых автомобилей.
- Рекорд дальности: В 2017 году компания Tesla представила электрический грузовик Semi, способный проехать до 800 км на одном заряде, что стало рекордом для этого класса транспортных средств.
- Экологический эффект: По оценкам экспертов, переход на электрические грузовики может снизить выбросы CO2 от грузового транспорта на 30-40 %.
- Инновации в зарядке: Некоторые компании разрабатывают системы динамической зарядки электрогрузовиков прямо во время движения по специальным дорогам.
- Экономическая эффективность: Несмотря на высокую начальную стоимость, электрогрузовики могут быть на 25-35 % дешевле в эксплуатации по сравнению с дизельными аналогами.
- Автономные электрогрузовики: Ряд компаний, включая Einride и TuSimple, разрабатывают беспилотные электрические грузовики, что может революционизировать логистику.
- Городское применение: В ряде европейских городов, таких как Амстердам и Лондон, уже действуют программы по замене городских развозных фургонов на электрические версии для снижения уровня загрязнения воздуха.

- Рекордная грузоподъемность: В 2019 году швейцарская компания E-Force One представила 40-тонный электрический грузовик, способный преодолевать до 300 км на одном заряде.

## Особенности конструкции
Как и большинство электромобилей, имеют множественную моторизацию — чаще всего по одному МРБ на каждое ведущее колесо, систему рекуперации — как правило литиевые аккумуляторы, расположенные на месте топливных баков и глушителя, а также штекера для зарядки самих аккумуляторов. Коробка передач, раздатка и другие атрибуты дизельной машины как правило отсутствуют. Моторно-редукторные блоки могут находиться в неподрессорной массе .

## Инфраструктура
Кроме зарядных станций владельцы грузовых электромобилей создают зарядные станции на своих грузовых терминалах, предприятиях и автобазах. В моделях с быстрозаменяемыми аккумуляторами в парках, а также местах регулярной погрузки и разгрузки создаются условия для удобной замены разряженных на заряженные аккумуляторные блоки. Также быстрозаменяемые аккумуляторные блоки могут быть помещены в специальный прицеп, который можно по мере разрядки отцепить и присоединить другой.

## Фотогалерея

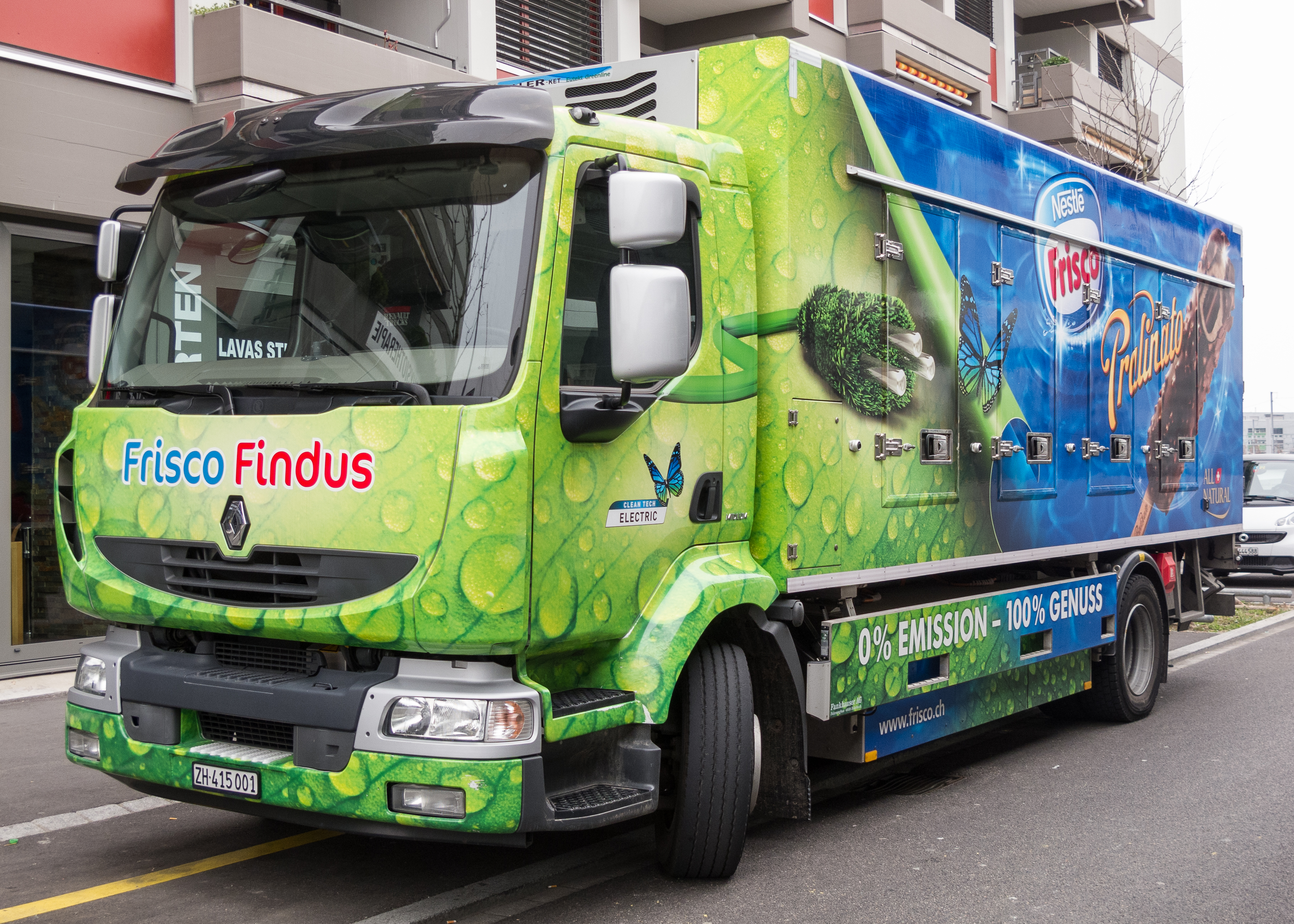
Электрическая версия Renault Midlum
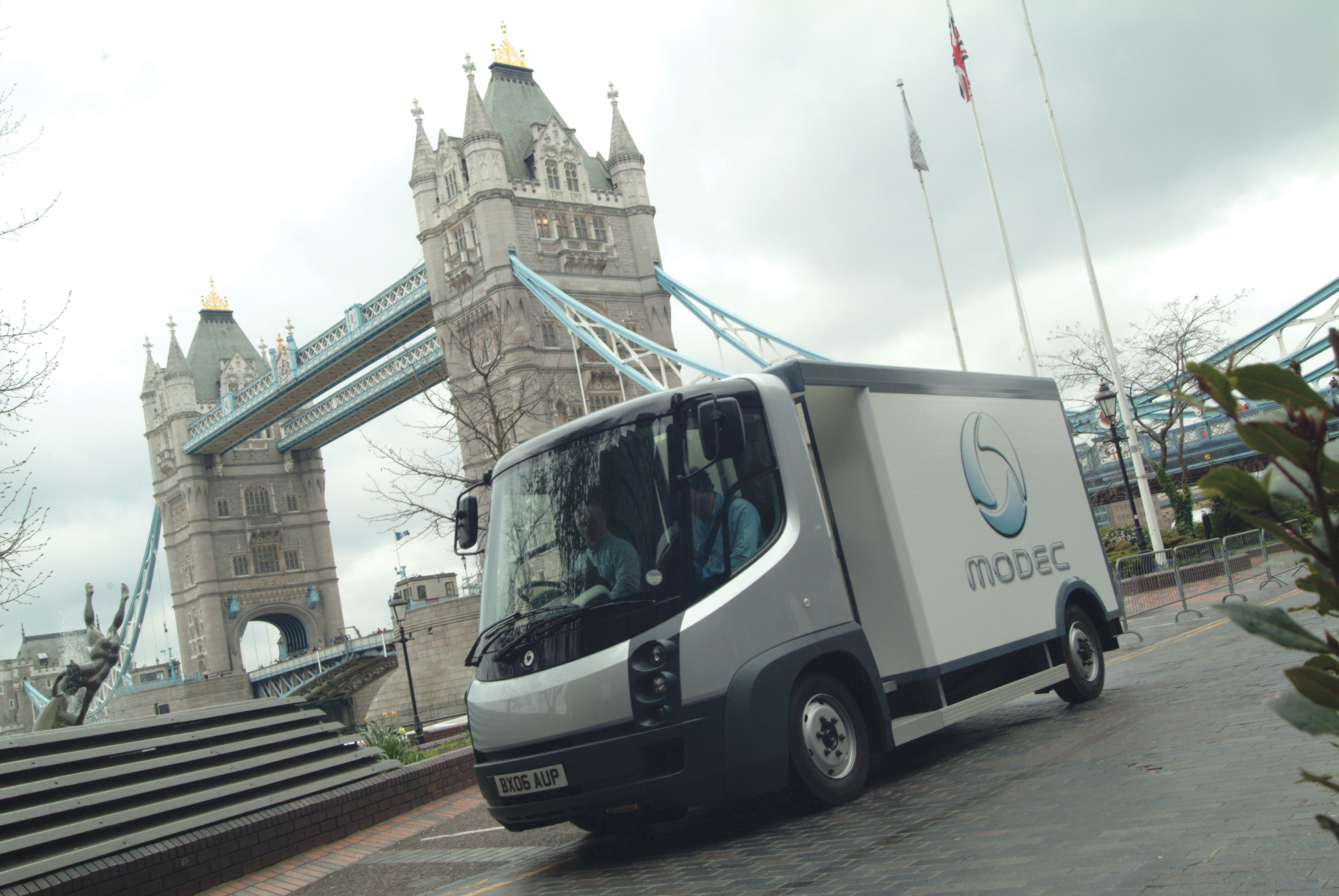
Электромобиль <<Modec>> в пейзаже Лондона
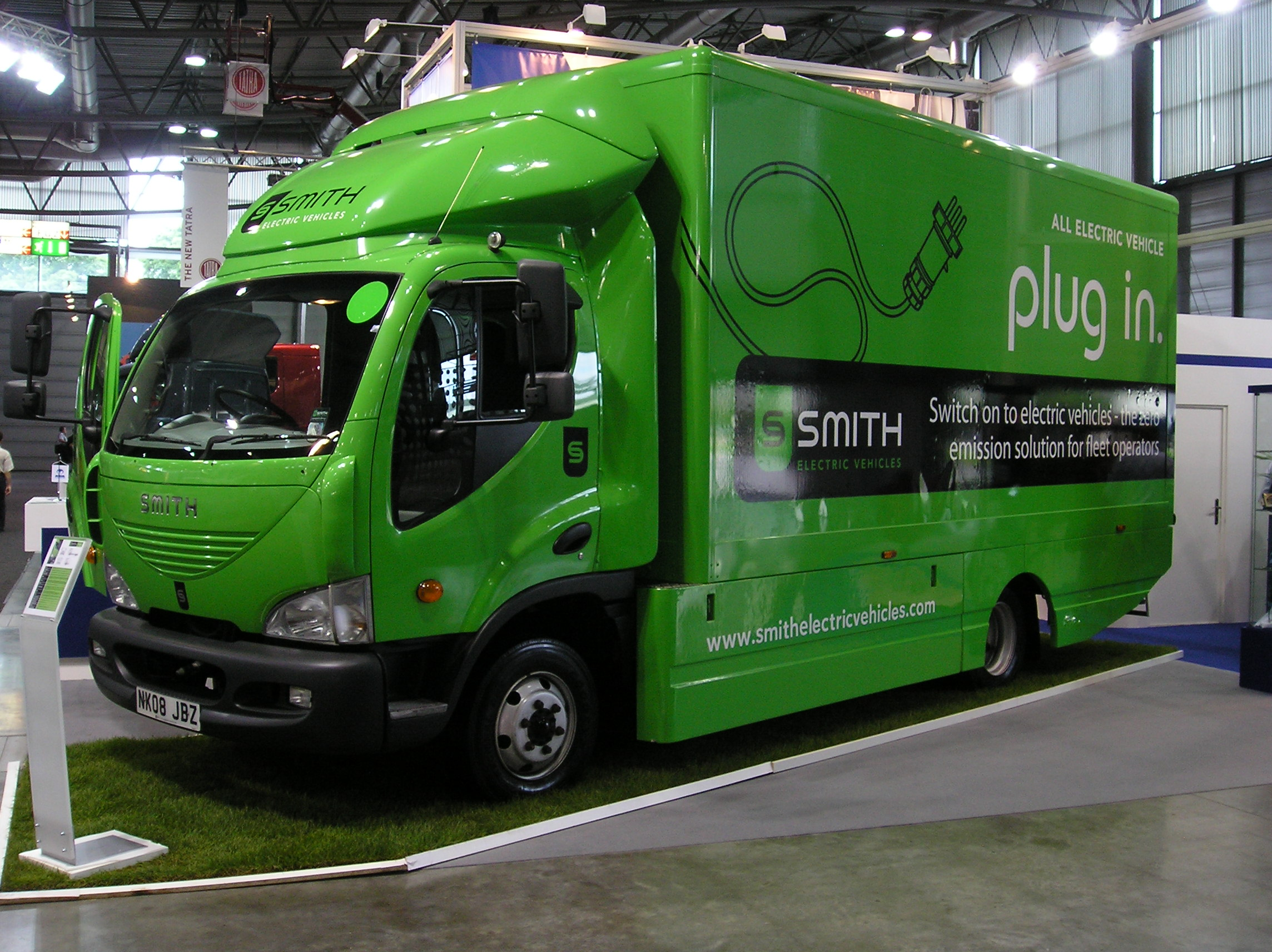
электротрак Smith Newton переделанный из автомобиля AVIA
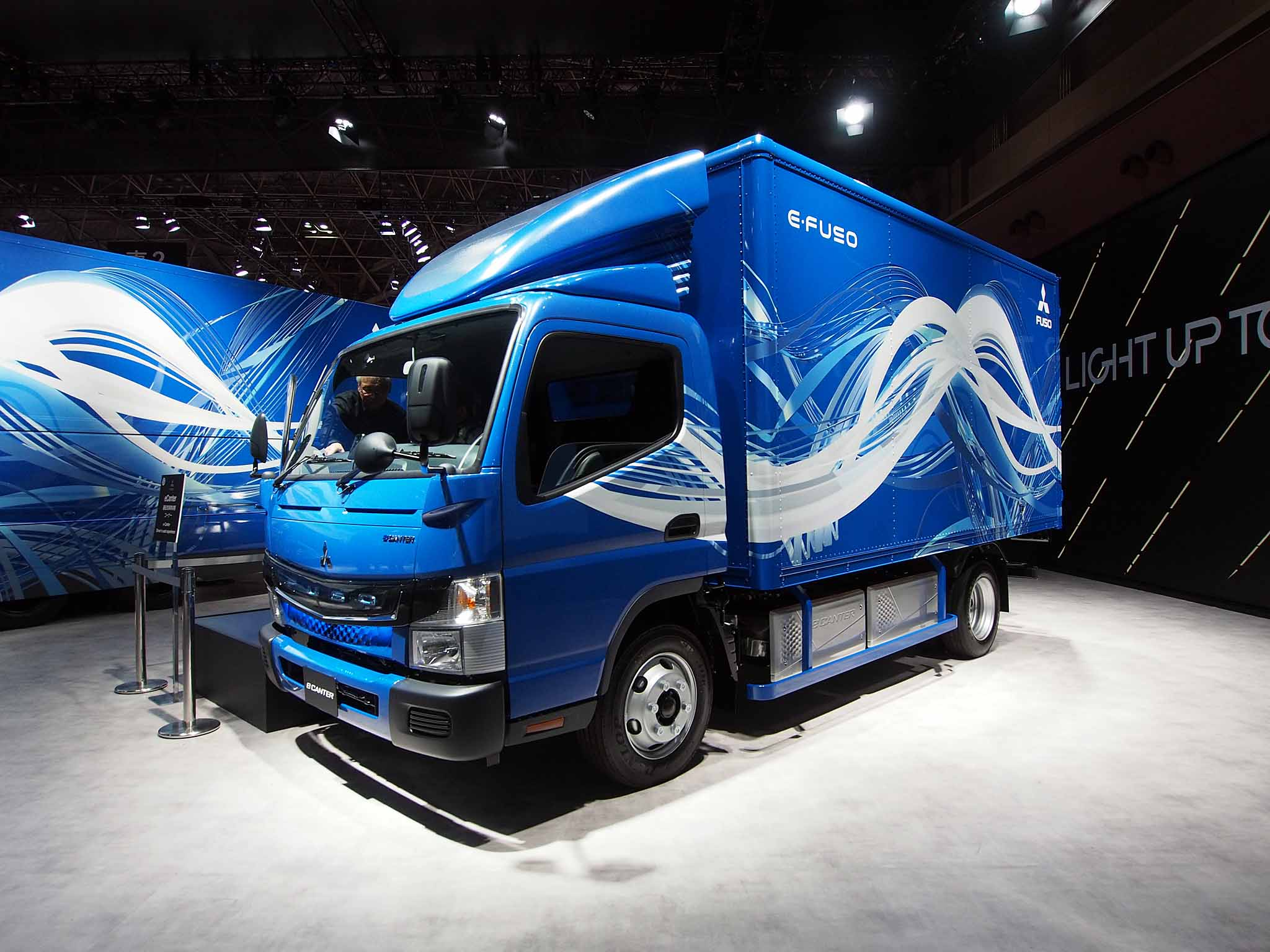
Mitsubishi Fuso Canter в электрической версии
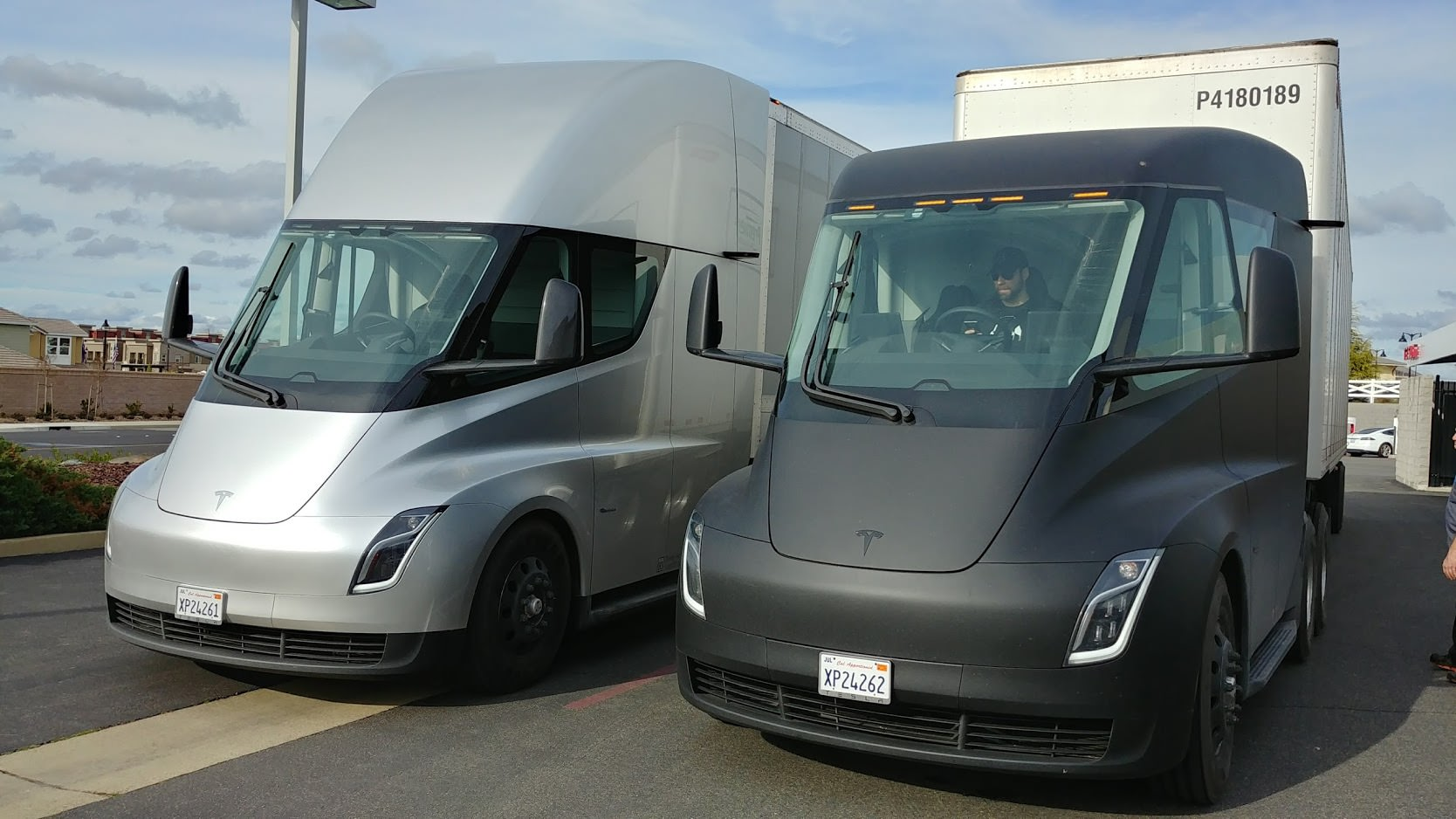
2 модификации машины Tesla Semi с высокой и низкой кабиной
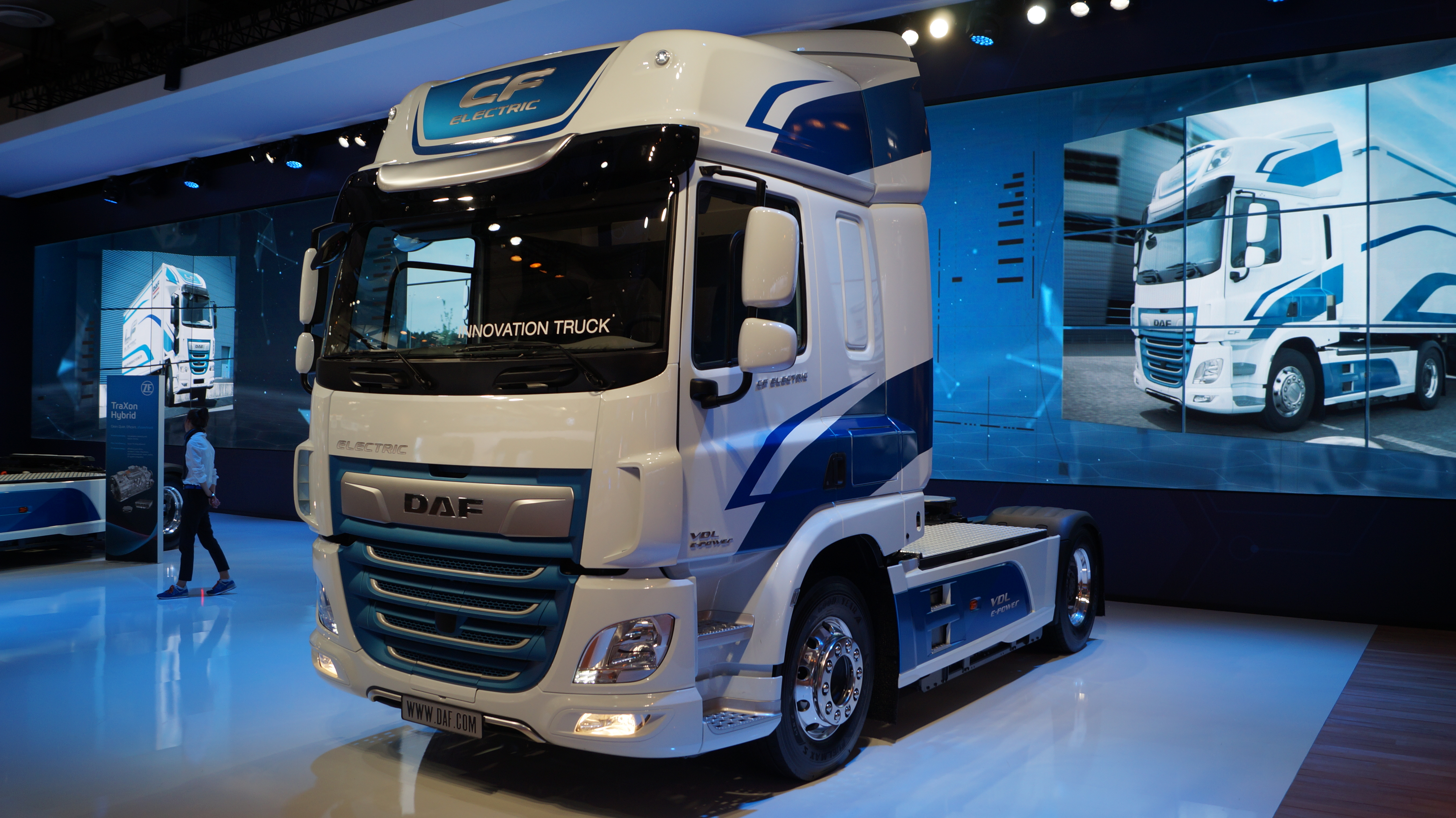
Электрическая версия седельного тягача DAF CF
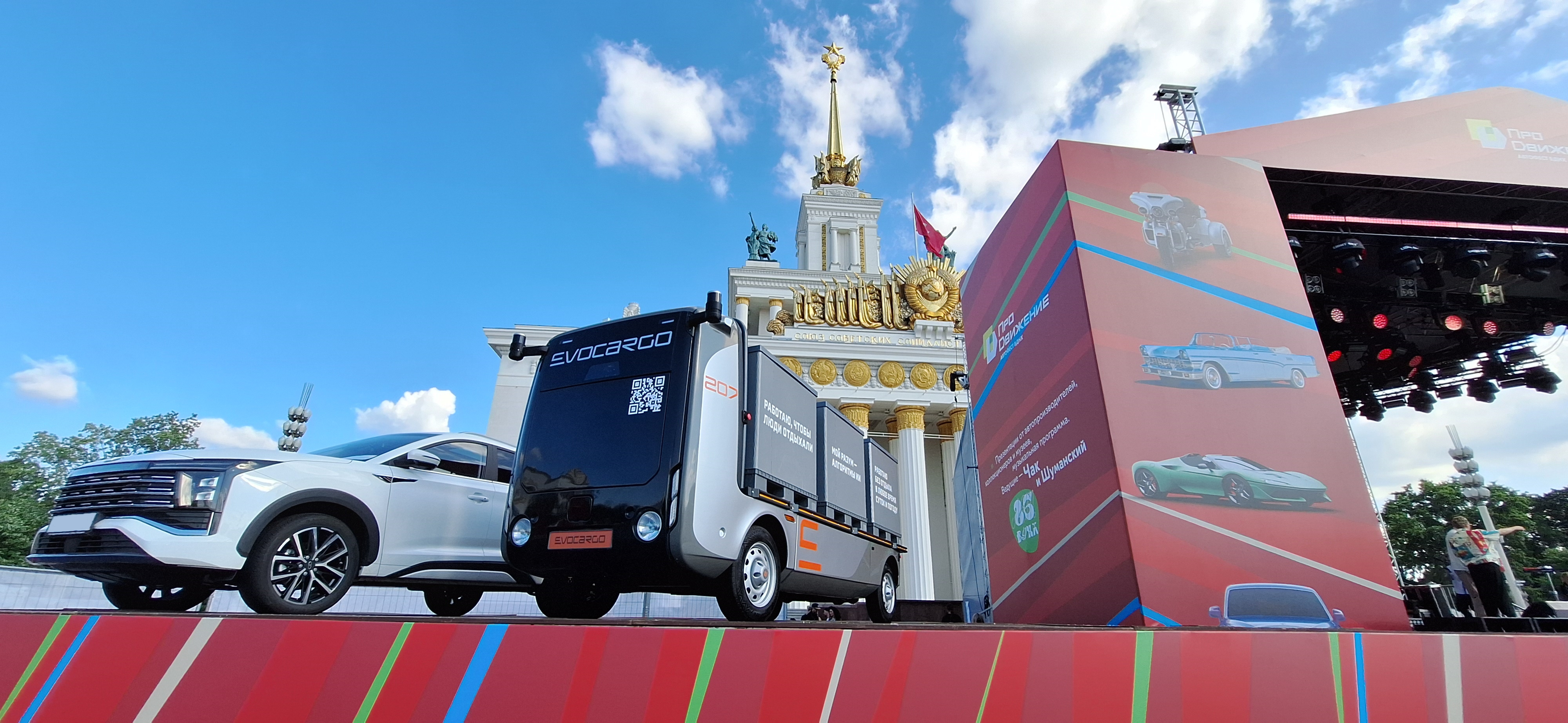
Беспилотный грузовик Evocargo на фестивале «ПроДвижение» 2025 г.